# Dawid Roldán Lara
Dawid Roldán Lara, (hiszp.) David Roldán Lara (ur. 2 marca 1907 w Chalchihuites, zm. 15 sierpnia 1926 tamże) – święty Kościoła katolickiego, działacz Katolickiej Młodzieży Meksykańskiej z terenu diecezji Durango, ofiara prześladowań antykatolickich zapoczątkowanych w okresie rewolucji meksykańskiej, męczennik.

## Życiorys
Urodził się w rodzinie Pedro Roldán Revelesa i Reinaldy Lara Granados. Wcześnie osierocony został przez ojca, od najmłodszych lat podejmował pracę dla zdobycia środków na utrzymanie. Bardzo wcześnie podjął naukę w seminarium duchownym w Durango. Ze względu na sytuację ekonomiczną rodziny przerwał studia i znalazł stałą pracę w kopalni. Od 1925 r. pełnił obowiązki przewodniczącego lokalnego oddziału organizacji Katolickiej Młodzieży Meksykańskiej. Współpracował z miejscowym prezbiterem ks. Ludwikiem Batiz Sáinzem w jego działalności społecznej, a po opublikowaniu w 1926 r. antykościelnego dekretu rządu E. Callesa stanął także w obronie wolności religijnej. Został wiceprezesem Narodowej Ligi na rzecz Obrony Wolności Religijnej deklarując pokojowe metody działania, sprzeciw dla przemocy i zorganizowany opór.
Aresztowany został pod zarzutem nakłaniania do buntu. Rozstrzelany w dzień święta Wniebowzięcia Najświętszej Maryi Panny, a wraz z nim zginęli Ludwik Batiz Sáinz, jego przyjaciel Emanuel Morales i kuzyn Salwator Lara Puente.
Relikwie Dawida Roldán Lary zostały przeniesione do kościoła „San Pedro” w Chalchihuites i spoczywają obok relikwii świętych Ludwika Batiz Sáinz, Salwatora Lara Puente i Emanuela Moralesa. Chalchihuites jest szczególnym miejscem kultu męczenników.
Atrybutem świętego męczennika jest palma.
Śmierć Dawida Roldán Lara była wynikiem nienawiści do wiary (łac.) odium fidei. Po zakończeniu procesu informacyjnego na etapie lokalnej diecezji, który toczył się w latach 1933–1988 w odniesieniu do męczenników okresu prześladowań Kościoła katolickiego w Meksyku, został beatyfikowany 22 listopada 1992 roku w watykańskiej bazylice św. Piotra, a jego kanonizacja na Placu Świętego Piotra, w grupie Krzysztofa Magallanesa Jary i 24 towarzyszy, odbyła się 21 maja 2000 roku. Wyniesienia na ołtarze Kościoła katolickiego dokonał papież Jan Paweł II.
Wspomnienie liturgiczne obchodzone jest w dies natalis (15 sierpnia).